# 盧錫·尼利斯
盧錫·基拔·克利尼·尼利斯（Luc Gilbert Cyrille Nilis，1967年5月25日—），比利時足球運動員，司職前鋒。
他早在2000-01賽季完結後後結束了他的職業生涯，因為他的腿在阿士東維拉對葉士域治與門將衝突後被踢斷。
他的前俱樂部包括K.F.C. Winterslag，安德列治，燕豪芬。他在燕豪芬時，他與雲尼斯達萊形成在歐洲其中一個非常鋒利的前線組合。單在1998-1999賽季，尼利斯和雲尼斯達萊合共製造了55個聯賽進球。雲尼斯達萊更榮膺神射手，尼利斯名列第二。在接下來的賽季，尼利斯最後一季效力燕豪芬，他們共取得了48個聯賽進球。此外，當被問及他最好的拍擋，他總是想起羅納爾多，儘管朗拿度只效力燕豪芬一段短時間，雲佬在多個場合也表示尼利斯是一個最好的球員，如果不是最好的，也是他合作過的最好球員。
尼利斯替國家隊上陣56場，取得10球。他是球會高產的鋒線殺手，但他只能在第24場中射入第一個國際賽入球。 尼利斯出席了1994年世界杯，1998年世界杯和2000年歐國盃。他目前是在燕豪芬訓練員。他負責訓練進攻的一部分。他的兒子，阿尼，正在效力燕豪芬預備隊。

## 榮譽

### 球會
- 比利時聯賽 - 1987, 1991, 1993, 1994
- 比利時盃 - 1988, 1989, 1994
- 荷蘭甲組足球聯賽 - 1997, 2000
- 荷蘭盃 - 1996

### 個人
- 荷甲最佳球員 - 1995
- 荷甲神射手 - 1996, 1997